# Battery Park City
Battery Park City is een residentiële wijk in Lower Manhattan (New York). Het district wordt begrensd door West Street, de locatie van het nieuwe World Trade Center en omliggend gebied in het oosten en zowel in het noorden, zuiden als westen door de Hudson.
Het district is het resultaat van waterfront en specifieker landaanwinning in de jaren 60 voor excavatie inzake de bouw van het oorspronkelijke World Trade Center dat werd verwoest bij de aanslagen van 11 september 2001. Battery Park City werd gebouwd in de jaren 70 en wordt naar oppervlakte merendeels ingenomen door Brookfield Place. Meer dan een derde van Battery Park City bestaat uit parkgebied. Voor de omvorming van het district tot woongebied maakte men gebruik van meer dan 3 miljoen m³ grond en steen, opgegraven tijdens de bouw van het World Trade Center evenals gebaggerd zand uit de haven van Staten Island.

## Geschiedenis

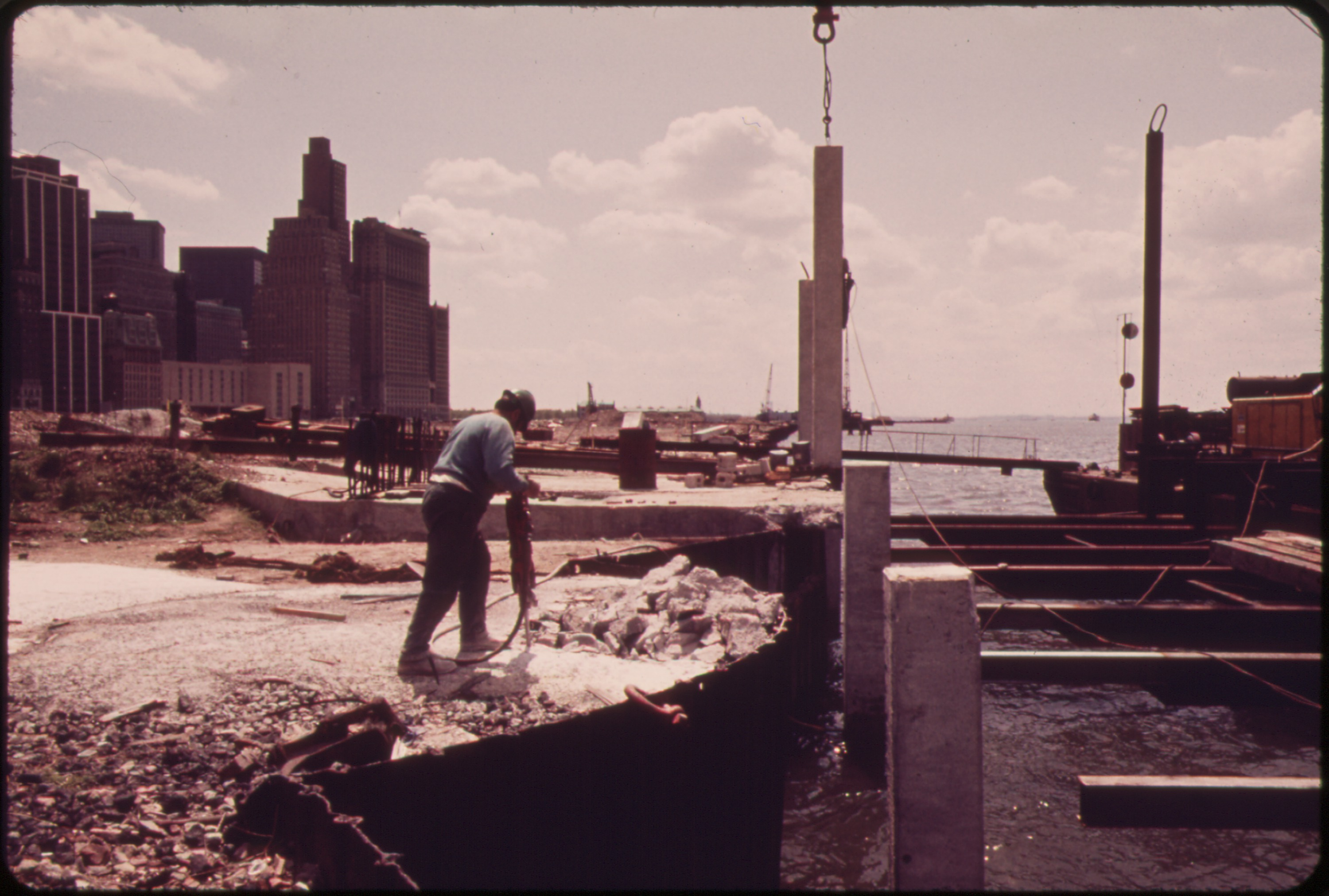
Battery Park City in aanbouw, mei 1973

Battery Park City, dat is gelegen aan de westkant van het financiële district, is een van de nieuwste buurten van New York. Het district is een enclave voor gemengd gebruik, vernoemd naar het nabijgelegen stadspark The Battery en werd gebouwd op een enorme vuilnishoop door landaanwinning voor de realisatie van het World Trade Center-project. Landaanwinning heeft de kustlijn van Manhattan na verloop van tijd volledig hervormd. Hoewel het gebied vandaag een populair woongebied is, was het district lange tijd een scheepswerf aan de Hudson en was dus een bestemming voor herstel van vrachtschepen.
Vanaf de jaren 50 werden de dokken echter minder gebruikt, omdat containervervoer en commercieel luchtvervoer de werf steeds meer achterhaalden. Daarom werden plannen voorgesteld om begin jaren 60 het havengebied van Lower Manhattan nieuw leven in te blazen. Een plan werd uiteengezet door landschapsarchitect Wallace K. Harrison, waarin werd opgeroepen tot een variatie van residentiële, commerciële en openbare ruimte, waardoor een geheel nieuwe gemeenschap ontstond. Battery Park City Authority, een gemeentehuis, werd in 1968 opgericht door de wetgevende macht van de staat New York om toezicht te houden op de nieuwe ontwikkeling, die het jaar erna werd afgerond.
De bouw op de stortplaats begon in de vroege jaren 70, vaak met behulp van opgegraven afval uit het nabijgelegen World Trade Center-project. De stortplaats werd voltooid in 1976 en de bouw van de nieuwe woonwijken, daarbij het tracé van de voormalige West Side Elevated Highway doorkruisend, ging van start in de zomer van 1980. De wijk was grotendeels voltooid in de jaren 80 en de jaren 90, net als het aantrekken van werknemers van Wall Street en gezinnen die op zoek waren naar een ideale woonplek in het centrum. Het middelpunt van de werkzaamheden, het World Financial Center, werd ook in de jaren 80 voltooid. De aangeworven grond, die topografisch Battery Park City zou gaan heten, heeft de stad ongeveer $ 90 miljoen aan belastinggelden opgeleverd.
Net als vele andere districten van Lower Manhattan werd de wijk zwaar getroffen door de aanslagen van 11 september 2001, maar de wijk herstelde gestaag en transformeerde zichzelf in een meer wenselijke, exclusieve locatie. De voltooiing van een nieuwe veerbootterminal voor de Battery Park City Ferry in 2009 en renovatie van het World Financial Center hebben geholpen een nieuw tijdperk in te luiden voor de gemeenschap, waardoor het zijn status als een van de belangrijkere plaatsen van Lower Manhattan voor toerisme, wonen en werk heeft verstevigd. Sindsdien geldt de wijk als een van de meest begeerde van Manhattan.

## Topografie

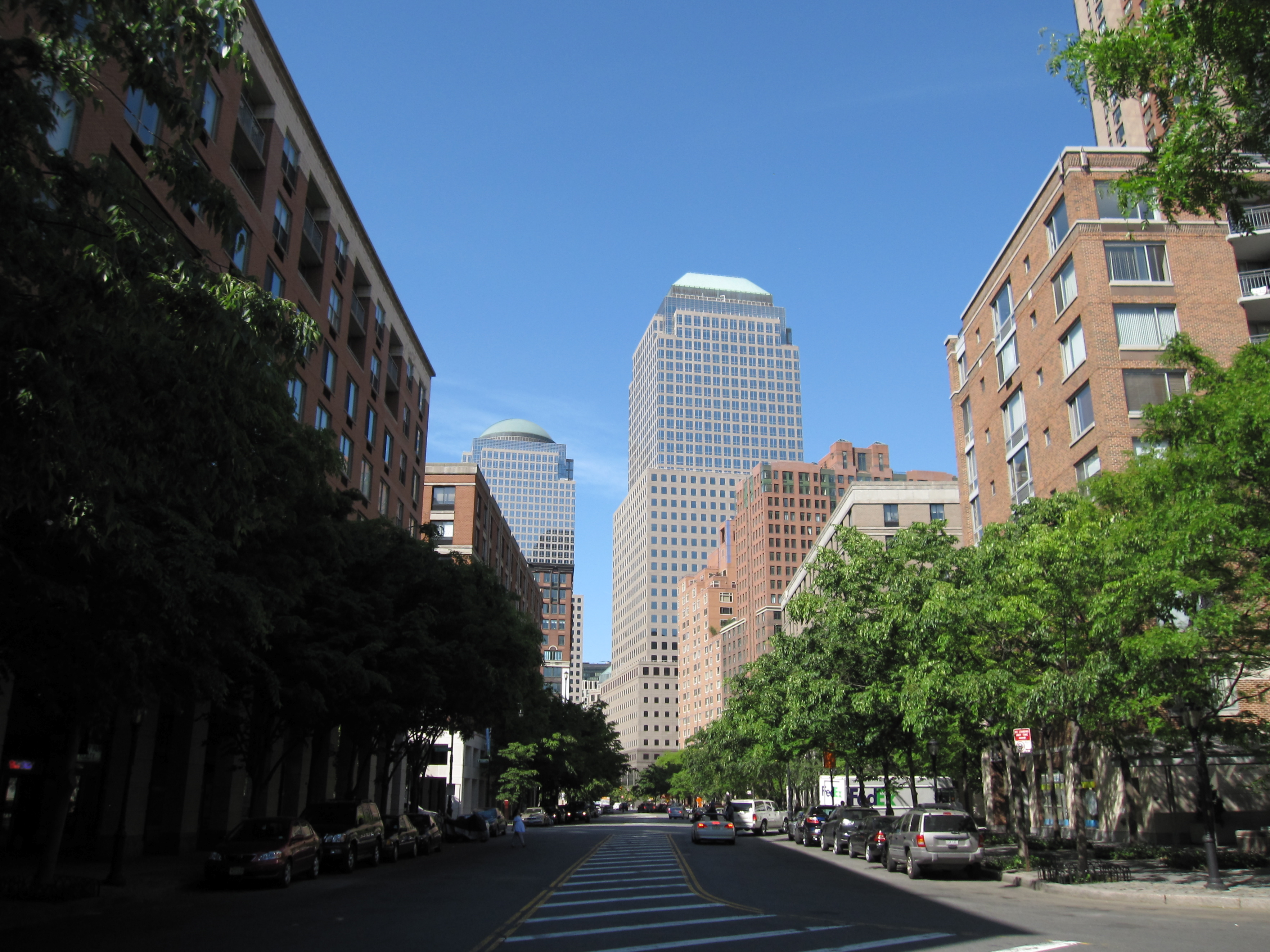
South End Avenue in Battery Park City met Brookfield Place (2008)

Battery Park City is een vijfdelig district en wordt in het oosten begrensd door West Street, een laan die het gebied van het financiële district van Lower Manhattan scheidt. In het westen, noorden en zuiden wordt het gebied omringd door de Hudson. Reizend van noord naar zuid bestaat het gebied uit hoge woontorens, de Stuyvesant High School, een bioscoop en een vestiging van New York Public Library.
In het district bevindt zich het 463-suite luxehotel Conrad New York alsmede restaurants en bars, waaronder drie hotels en restaurants van topkok Danny Meyer met een balzaal en een conferentiecentrum. Andere restaurants, evenals enkele winkels, werden in 2009 gesloten na de overname van het pand door Goldman Sachs. In het gebied werden onvoltooide kavels ontwikkeld tot hoogbouw. Goldman Sachs bouwde zijn hoofdzetel op 200 West Street.
Brookfield Place ligt vlak bij het residentiële gedeelte, een complex van verschillende commerciële gebouwen die voorheen bekend stonden als het World Financial Center, maar nog steeds door inwoners als zodanig worden aangeduid. Huidige woonwijken van Battery Park City worden van elkaar gescheiden door Brookfield Place. Het noordelijke deel bestaat volledig uit enkele gebouwen met 20 tot 45 verdiepingen, allemaal verschillende tinten oranje baksteen. Het zuidelijke deel strekt zich uit van Winter Garden Atrium − een onderdeel van Brookfield Place − en bevat residentiële appartementsgebouwen zoals Gateway Plaza en Rector Place.
De woonwijken van Battery Park City bestaan uit drie secties: Gateway Plaza, een hoogbouwcomplex; de "Rector Place Residential Neighborhood"; en de "Battery Place Residential Neighborhood". Deze subsecties bevatten de meeste woontorens van het gebied, samen met parkruimte, supermarkten, restaurants en bioscopen. Eind jaren negentig begon de bouw van woongebouwen ten noorden van Brookfield Place, waaronder North End Avenue met de hoofdzetel van de New York Mercantile Exchange ter vervanging van een bestaand gebouw. The Battery, het park in het zuiden van Battery Park City, werd in 2013 gerenoveerd.

## Demografie

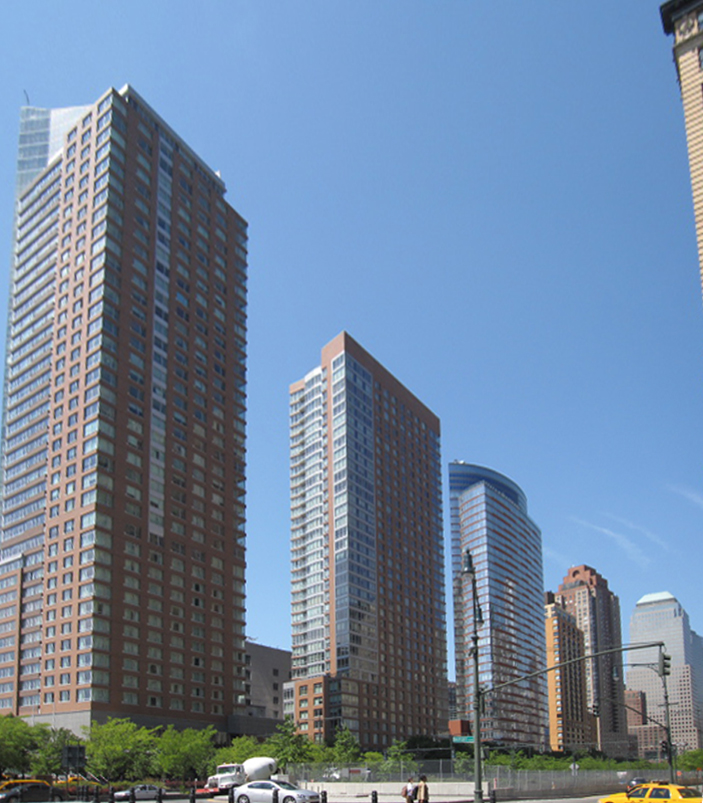
Appartementencomplex op West Street

Het bestuur van de stad New York classificeert Battery Park City als onderdeel van een groter gebied onder de noemer Battery Park City-Lower Manhattan. Na de volkstelling van 2010 bedroeg de totale demografie van het district 39.699 inwoners, een toename van 19.611 of 97,6% van de 20.088 inwoners geteld in 2000. Met een oppervlakte van 194,16 hectare heeft de buurt een bevolkingsdichtheid van 82,7 inwoners voor een totale oppervlakte 20,400 vierkante km². Wat betreft etniciteit van de inwoners in de buurt was 65,4% blank, 3,2% Afro-Amerikaans, 0,1% Indiaans, 20,2% Aziatisch, 0,0% Pacifistisch, 0,4% van andere rassen en 3% van twee of meerdere rassen. Het percentage Hispanics bedroeg 7,7% van de bevolking.
Battery Park City en andere buurten van Lower Manhattan bevat 63.383 inwoners met een gemiddelde levensverwachting van 85,8 jaar. Dit is hoger dan de gemiddelde levensverwachting van 81,2 voor alle buurten van New York. De meeste inwoners zijn jongvolwassenen in verhouding tot inwoners van middelbare leeftijd: de helft is tussen de 25 en 44 jaar oud, terwijl 14% tussen 0-17 jaar en 18% tussen 45-64 jaar ligt.
De mediaan van het gezinsinkomen in de districten 1 en 2 (inclusief Greenwich Village en SoHo) was $ 144.878 voor 2017, hoewel het gemiddelde inkomen in Battery Park City individueel $ 126.771 bedroeg. In 2018 leefde naar schatting 9% van de inwoners van Battery Park City en Lower Manhattan in armoede, tegenover 14% in Manhattan en 20% in New York. Vier procent is werkloos, vergeleken met 7% in Manhattan en 9% in New York.
Het percentage bewoners dat te maken heeft met huurlast is 38% in Battery Park City en Lower Manhattan, in vergelijking met inwoners bij de stadsgrenzen van respectievelijk 45% en 51%. Op basis van deze berekening worden Battery Park City en Lower Manhattan vanaf 2018 gezien als een plaats met hoge welvaart en niet als gentrificatie, ten opzichte van de rest van de stad. De meeste inwoners behoren tot de hogere middenklasse of hoger - 54,0% van de huishoudens heeft een inkomen van meer dan $ 100.000.
Een grotendeels Arabische nederzetting bestond naast het huidige zuidoostelijke Battery Park City van de late jaren 1880 tot de jaren 1940. De wijk "Little Syria" omvatte Washington Street van The Battery tot Rector Street. Het inwonersaantal slonk toen bewoners verhuisden naar andere districten of wijken zoals Atlantic Avenue in Brooklyn en verdween bijna volledig toen een groot deel van Washington Street werd gesloopt om plaats te ruimen voor de Brooklyn-Battery Tunnel, die in 1950 werd geopend.
De overgrote meerderheid waren Arabisch sprekende christenen, melkitisch-katholieke en maronitische immigranten uit het huidige Syrië en Libanon die zich aan het einde van de 19e eeuw in het gebied vestigden en ontsnapten aan religieuze vervolging en armoede in hun thuisland − die toen bezet werden door het Ottomaanse Rijk − en het beantwoorden van een oproep van Amerikaanse missionarissen om aan de conflictsituatie te ontsnappen. Verschillende etnische groepen − naast de Arabische bevolking − woonden in deze diverse buurt, waaronder vele Europese volkeren. Een oude herinnering aan het etnische verleden van de buurt was de voormalige St. Nicholas Greek Orthodox Church die tijdens de aanslagen van 11 september 2001 werd verwoest. Een extra historische kerk, St. George's Syrian Catholic Church, staat nog steeds op 103 Washington Street.

## Criminaliteit
Battery Park City en Lower Manhattan worden gepatrouilleerd door het eerste politiedistrict van New York City Police Department. Hoewel het aantal misdaden laag is in vergelijking met andere wijken, ligt ook het inwoneraantal veel lager. Met een totaal van 24 niet-dodelijke misdrijven per 100.000 inwoners ligt de criminaliteit in Battery Park City en Lower Manhattan minder hoog dan van de stad als geheel. Battery Park City heeft lagere misdaadcijfers dan in de jaren negentig, waarbij misdaden in alle categorieën tussen 1990 en 2018 met 86,3% daalden. Het district telde 1 moord, 23 verkrachtingen, 80 overvallen, 85 inbraken, 1.085 homejackings en 21 carjackings.

## Educatie
Battery Park City en Lower Manhattan hebben over het algemeen een hoger percentage universitair opgeleide inwoners dan de rest van de stad. Vier procent heeft enkel middelbare school genoten waarvan 12% is afgestudeerd of hoger beroepsonderwijs heeft genoten. Daartegenover volgde 64% van de inwoners van Manhattan en 43% van de inwoners van de stad een universiteitsopleiding of hoger.
In Battery Park City en Lower Manhattan miste of spijbelde 6% van de basisschoolleerlingen twintig of meer dagen per schooljaar, minder dan het gemiddelde voor de hele stad van 20%. Bovendien studeert 96% van de middelbare scholieren in Battery Park City en Lower Manhattan op tijd af, meer dan het gemiddelde voor de hele stad van 75%.

#### Scholen
Twee bekende scholen in Battery Park City zijn;
- Stuyvesant High School
- Battery Park City School

## Bibliotheek
New York Public Library gaf de opdracht voor de realisatie van een 975 m² groot filiaal van hun bibliotheek, met op de eerste twee verdiepingen een woonflat, om tegemoet te komen aan de behoeften van een nieuwe en snelgroeiende gemeenschap. Het ontwerp richt zich als nieuwe tak op het maximaliseren van de zichtbaarheid van de bibliotheek in de buurt en het aantrekken van bezoekers.
De glazen façade heeft twee etages en moet bezoekers aantrekken. Binnenruimtes bieden een open, natuurlijk verlichte omgeving. Een prominente trap verbetert de connectiviteit tussen de twee niveaus en biedt voorts een kiosk en een informeel leeshoekje. Flexibele werkgebieden, samenwerkingsruimten, digitale werkstations en onafhankelijke studiegebieden worden gelijkmatig verdeeld over de bibliotheek, waardoor het een dynamische en veelzijdige gemeenschapsbron wordt.

## Transport
Metropolitan Transportation Authority biedt openbaar vervoer aan in Battery Park City. Daarnaast biedt Alliance for Downtown New York een gratis busdienst aan langs North End Avenue en South End Avenue, die de verschillende wooncomplexen verbindt met metrostations aan de andere kant van West Street. Er is momenteel geen verbinding met de Metro van New York in Battery Park City, echter werden in de loop der jaren voetgangersbruggen gebouwd over West Street, evenals oversteekplaatsen over West Street, die Battery Park City verbinden met enkele PATH-stations in het nabijgelegen financiële district.
Een tunnel vanaf Brookfield Place onder West Street biedt ook toegang van Battery Park City naar World Trade Center Transportation Hub. De veerterminal van Battery Park City ligt in de buurt van het 200 West Street en Brookfield Place op Vesey Street, tegenover de New York Mercantile Exchange, en bedient verschillende plaatsen gelegen aan de Hudson-oever van New Jersey. Onder andere West Midtown Ferry Terminal en St. George Terminal stoppen in Battery Park City Ferry Terminal te beginnen in 2020.

## Parken en musea

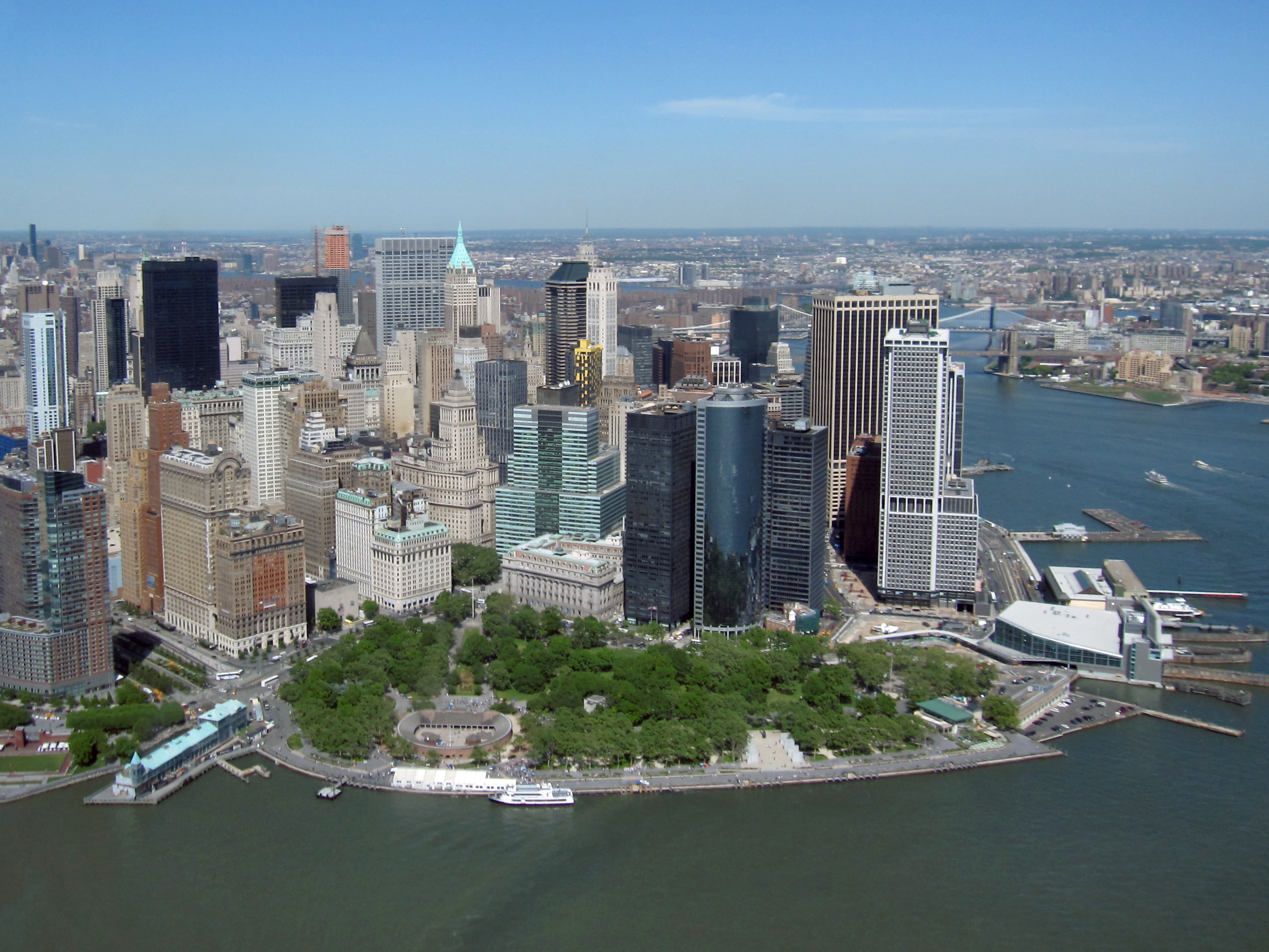
Aanblik van The Battery, met financiële district op de achtergrond, in 2010

Onderstaande lijst is een selectie van parken, musea en overige bezienswaardigheden in Battery Park City:

#### Parken
- The Battery
- The Esplanade, promenade langs de Hudson
- Teardrop Park
- Washington Street Plaza
- Nelson Rockefeller State Park, vernoemd naar de voormalige gouverneur van de staat New York
- Robert F. Wagner Jr. Park, vernoemd naar voormalig burgemeester Robert F. Wagner Jr.

#### Musea
- Irish Hunger Memorial, museum gewijd aan de Ierse hongersnood
- Museum of Jewish Heritage, museum gewijd aan slachtoffers van de Holocaust
- Skyscraper Museum, museum gewijd aan de evolutie van de wolkenkrabbers in de stad
- Brookfield Place, voorheen World Financial Center
- Winter Garden Atrium, paviljoen van Brookfield Place

## Bekende inwoners
Hieronder een lijst van bekende personen met een eigendom in of woonachtig te Battery Park City:
- Leonardo DiCaprio, acteur
- Sascha Baron Cohen, acteur en komiek
- Tyra Banks, model en televisiepersoonlijkheid
- Isla Fisher, actrice
- Dave Gahan, muzikant
- Kris Humphries, basketter